# Едуардс Павулс
Едуардс Павулс (латис. Eduards Pāvuls; *7 липня 1929, Рига — †14 липня 2006, Рига) — радянський і латвійський актор театру і кіно. Народний артист Латвійської РСР (1965).

## Біографія
Народився 7 липня 1929, в родині Карліса Павулса і його дружини Анни. Батьки познайомилися під час Першої світової війни. Сім'я жила важко, батькові довелося працювати в різних місцях: він був пожежником, рибалкою, працював на лісопилці.
Дитинство Едуардаса пройшло в Юрмалі. Як будь-який хлопчисько з післявоєнного приморського міста мріяв про кар'єру військового моряка.
У 1949 закінчив театральну студію при Художньому академічному театрі ім. Я. Райніса.
З 1950 по 1985 Павулс був провідним актором театру ім. Я. Райніса.
У 1953 був поставлений спектакль «Ромео і Джульєтта» за п'єсою Вільяма Шекспіра в якій Павулс отримав свою першу головну роль — Ромео. Роль Джульєтти виконала Вія Артмане.
У 1957 Павулс дебютував в кіно, перший фільм з його участю «Після шторму». В цьому ж році Павулс отримує головну роль в картині «Син рибалки».
Режисер Варіс Брасла в 1996 зняв документальний фільм «Kā tev klājas, Eidi?» (Як живеться, Ейді?"), присвячений творчості Павулса.
Едуардс Павулс пішов з життя 14 липня 2006 в Ризі в віці 77 років.

## Фільмографія
- 1957 — «Після шторму» — Юріс
- 1957 — «Син рибалки» — Оскар
- 1957 — «Рита» — Сергій
- 1958 — «Червоне листя» — Андрій Метельський
- 1958 — «Повість про латиського стрільця» — Янка Піпар
- 1959 — «Ілзе» — Рудольф
- 1961 — «Ошукані» — учитель Яніс
- 1962 — «Дякую за весну» — Межмаліс
- 1963 — «Приборкувачі велосипедів» — Роберт Алас, молодий учитель
- 1964 — «Капітан Нуль» — капітан Валдіс Нуль
- 1964 — «Криниці» — Михась Лемяшевіч
- 1965 — «Змова послів» — Яків Петерс
- 1966 — «Едгар і Крістина» — Сутка
- 1966 — «Я все пам'ятаю, Річарде» — Річард
- 1968 — «24-25 не повертається» — Юріс Межуліс
- 1968 — «Армія «Плиски» знову в бою» — Лапотник
- 1968 — «Коли дощ і вітер стукають у вікно» — Карнітіс
- 1969 — «Часи землемірів» — Пратніекс
- 1969 — «У багатої пані» — Ольгерт Курміс
- 1970 — «Насип» — старий Озолс
- 1970 — «Слуги диявола» — Ерманіс
- 1971 — «У тіні смерті» — Грінталс
- 1971 — «Місто під липами» — Бунка
- 1971 — «Очеретяний ліс» — Пусстабс
- 1972 — «Слуги диявола на чортовому млині» — Ерманіс
- 1973 — «Афера Цепліса» — Едгар Цепліс
- 1973 — «Подарунок самотній жінці» — Сіетіньш
- 1975 — «У лещатах чорного раку»
- 1975 — «Мій друг — людина несерйозна» — керівник відділу кадрів
- 1975 — «Стріли Робін Гуда» — батько Тук
- 1976 — «Майстер» — художник
- 1977 — «Будьте моєю тещею!» — Директор музею
- 1977 — «Чоловік у розквіті років» — Лук'янскіс
- 1978 — «Театр» — Джим Лонгтон
- 1979 — «За скляними дверима»
- 1979 — «На ринг викликається...»
- 1979 — «Незавершена вечеря» — дебошир на сходах
- 1980 — «Брати Ріко» — Малакс
- 1981 — «Довга дорога в дюнах» — Якоб Озолс
- 1981 — «Три дні на роздуми» — сусід Дуршіса
- 1981 — «Пам'ятати або забути» — Бертуланс
- 1983 — «Кам'янистий шлях»- Улпе
- 1983 — «Постріл у лісі» — Ліепсаргс
- 1984 — «Коли здають гальма» — Август Дрейманіс
- 1984 — «Борг в любові» — Едіс
- 1985 — «Подвійний капкан» — полковник Вельста
- 1985 — «Фронт в рідній домівці» — Карліс
- 1986 — «Кін-дза-дза!»
- 1986 — «Страх»
- 1986 — «Об'їзд»
- 1987 — «Айя» — хазяін
- 1990 — «Маестро» — Маестро
- 1990 — «Сім'я Зітарів» (Інша назва «Старе моряцьке гніздо»)- Андрій
- 1992 — «Дуплет» — капітан
- 1998 — «Страшне літо» — Язеп Пошкус
- 2000 — «Містерія старої управи» — Маестро

## Нагороди
- Орден «Знак Пошани» (1956)